# Come Dancing with the Kinks
Albums de The Kinks
The Kinks Greatest: Celluloid Heroes The Ultimate Collection
(1989)
Come Dancing with the Kinks: The Best of 1977-1986 est une compilation rétrospective du groupe de rock britannique The Kinks. Elle est sortie en 1986 sur le label Arista Records et couvre la période durant laquelle le groupe était sous contrat avec Arista, de 1977 à 1986,.

## Titres
Toutes les chansons sont écrites et composées par Ray Davies, sauf Living on a Thin Line (Dave Davies).
| No  | Titre                            | Première parution                     | Durée |
| --- | -------------------------------- | ------------------------------------- | ----- |
| 1.  | You Really Got Me (Live)         | One for the Road (1980)               | 3:37  |
| 2.  | Destroyer                        | Give the People What They Want (1981) | 3:47  |
| 3.  | (Wish I Could Fly Like) Superman | Low Budget (1979)                     | 3:36  |
| 4.  | Juke Box Music                   | Sleepwalker (1977)                    | 3:46  |
| 5.  | A Rock 'n' Roll Fantasy          | Misfits (1978)                        | 5:00  |
| 6.  | Come Dancing                     | State of Confusion (1983)             | 3:55  |
| 7.  | Do It Again (en)                 | Word of Mouth (1984)                  | 4:11  |
| 8.  | Better Things                    | Give the People What They Want (1981) | 2:58  |
| 9.  | Lola (Live)                      | One for the Road (1980)               | 5:39  |
| 10. | Low Budget                       | Low Budget (1979)                     | 3:49  |
| 11. | Long Distance                    | State of Confusion (1983)             | 5:23  |
| 12. | Heart of Gold                    | State of Confusion (1983)             | 4:03  |
| 13. | Don't Forget to Dance            | State of Confusion (1983)             | 4:40  |
| 14. | Living on a Thin Line            | Word of Mouth (1984)                  | 4:11  |
| 15. | Father Christmas                 | single (1977)                         | 3:43  |
| 16. | Celluloid Heroes (Live)          | One for the Road (1980)               | 7:25  |